# Mites clàssics sobre l'origen dels baleàrics

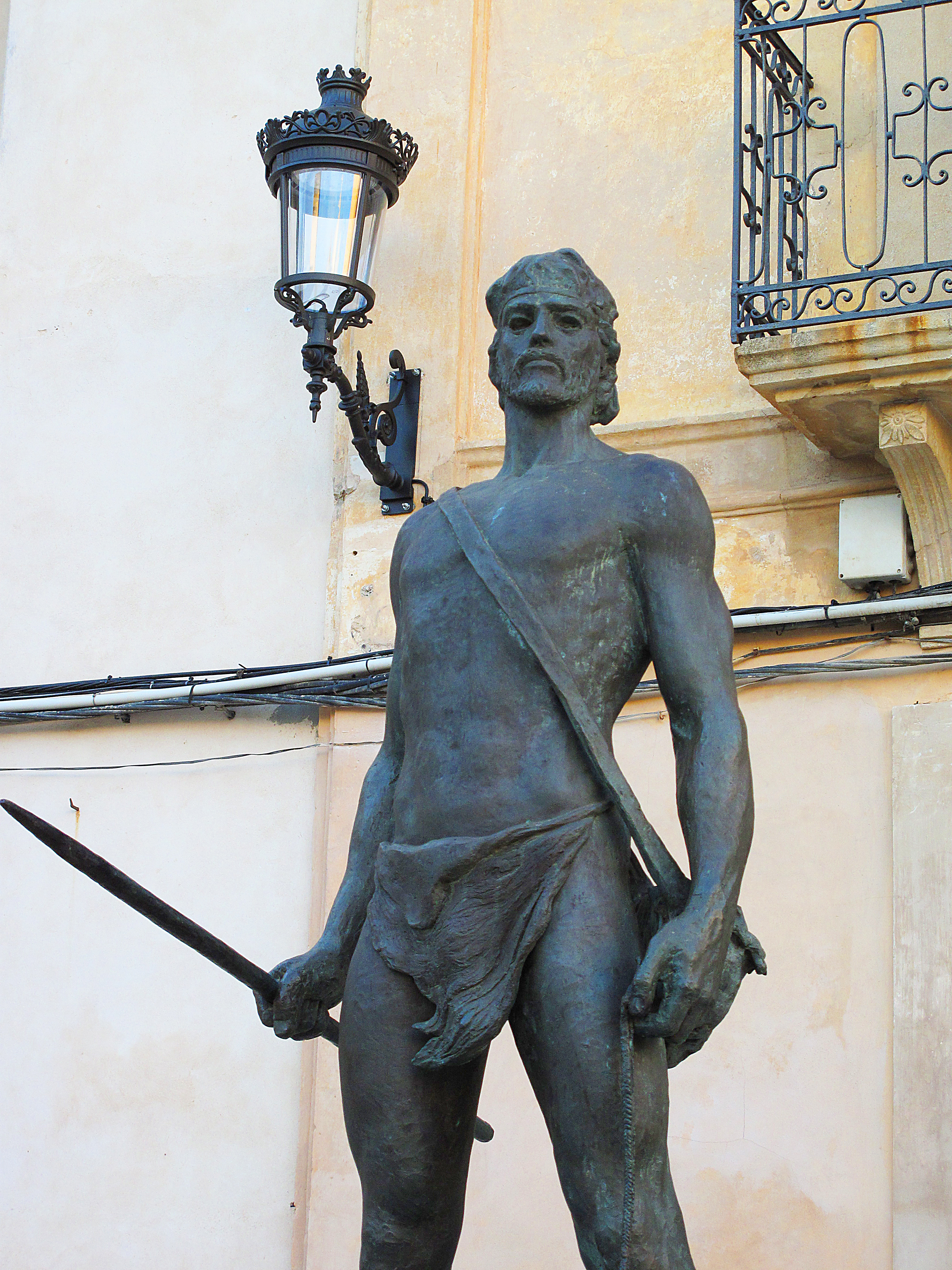
Un foner balear, obra de Jaume Mir

Els mites clàssics sobre l'origen dels baleàrics són aquells mites creats per explicar l'origen dels pobladors indígenes de les Illes Balears a l'antiguitat. Principalment són mites que relacionen els baleàrics amb els fets de la Guerra de Troia, atès que enllaçar l'origen dels pobles bàrbars amb aquest episodi mitològic era un fet molt habitual entre els grecs; no manquen, però, els mites que els relacionen amb altres episodis, i també amb la tradició judeocristiana.
Aquestes llegendes relacionen els balears amb els beocis, els rodis i el seu rei, Tlepòlem, amb els companys d'Ulisses i, també, amb el desè treball d'Hèrcules, de robar el ramat del monstre Geríon.

## La guerra de Troia

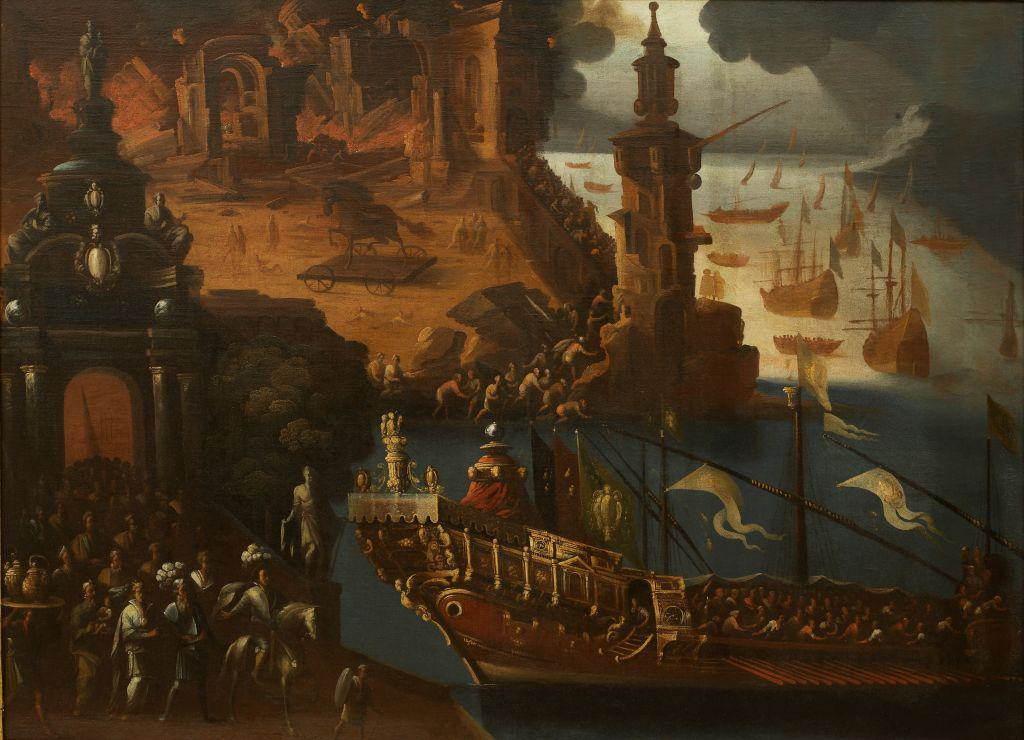
El Sac de Troia, obra del pintor mallorquí Miquel Bestard

A mesura que els grecs, durant l'època de les colonitzacions el segle viii aC, començaren a establir-se fora dels límits del seu país, començaren a familiaritzar-se amb tot d'entorns i pobles que abans els eren totalment desconeguts. Així, sentiren la necessitat d'explicar-ne l'origen i, a la vegada, d'establir-hi qualque mena de lligam per sentir-s'hi més pròxims; així nasqueren tot un seguit de mites que vinculaven l'origen de nombrosos pobles als grecs que naufragaren durant el seu retorn de la Guerra de Troia.

### Els beocis
La llegenda més antiga respecte a l'origen dels baleàrics és la que els fa descendents d'un contingent de beocis que, en el seu retorn de Troia, naufragaren i acabaren a les Gimnèsies, on s'instal·laren (mentre que d'altres continuaren fins a Tartessos). Aquest mite es remunta com a mínim a mitjans del segle iii aC. La font principal és el poeta Licòfron, qui, en el seu poema Alexandra, diu el següent:
| «                    | I uns altres, després de navegar com a crancs i coberts de pells fins als esculls marins de les Gimnèsies, tendran una vida descalços i sense vestits, armats amb tres fones fetes amb doble corda. I les mares ensenyaran als fills petits, dejuns, l'art del foner; car no n'hi haurà cap que se'n durà el pa a la boca abans que no haja ferit amb una pedrada precisa el bocí de pa col·locat damunt una estaca com a blanc. | » |
| — Licòfron de Calcis | |   |

En un escoli a aquests mateixos versos, Joan Tzetzes indica que l'historiador Timeu també coneixia aquest mite que relacionava els beocis amb les Balears. Timeu i Licòfron són, si fa no fa, contemporanis, de manera que tant és possible que un fos la font de l'altre o bé que tots dos beguin d'una tercera font avui perduda.

### Els rodis

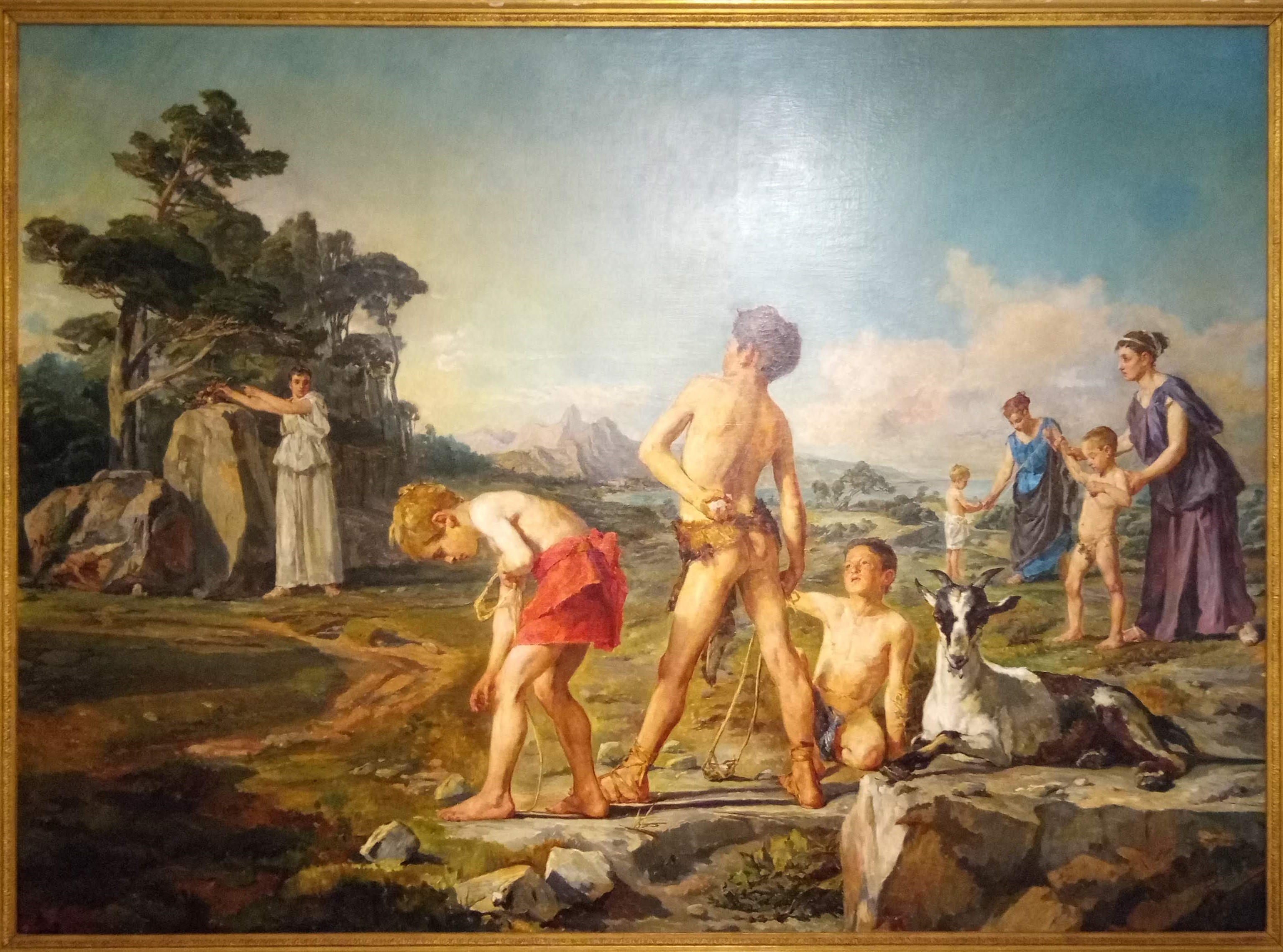
Pintura de Francesc Mestre que representa els joves baleàrics practicant el llançament de fona

Una altra tradició relaciona els baleàrics amb l'illa de Rodes. Així, Estrabó (segle i aC) és el primer a indicar que, segons alguns autors, «després de la caiguda de Troia les Gimnèsies foren colonitzades per rodis». Un segle més tard, Sili Itàlic amplia un poc el mite, indicant que els habitants de les Balears descendien de Tlepòlem, fill d'Hèracles, i de gent de Lindos, una de les polis de Rodes. Finalment, la Biblioteca d'Apol·lodor, compilada cap al segle ii dC i erròniament atribuïda a Apol·lodor d'Atenes, afegeix que l'arribada del poble de Tlepòlem a les «illes ibèriques» procedents de Creta es degué al fet que «foren desplaçats pels vents».
El naixement de la tradició de l'origen rodi deu obeir al fet que els rodis, juntament amb els cretencs, es compten entre els fundadors de la colònia de Gela, a Sicília. Així s'escampà la idea que els rodis fundaren colònies arreu de la Mediterrània occidental, un lloc relativament desconegut pels grecs, i hom els atribuïa la fundació de Partènope, Salàpia, Siris i Síbaris, a la Magna Grècia, i de la colònia grega de Roses, a l'Empordà, per la similitud en el nom. La introducció de Tlepòlem es deu al fet que era el cabdill del contingent rodi que anà a la Guerra de Troia segons el mateix Homer.
A l'associació dels rodis amb l'origen dels baleàrics degué contribuir el fet que tant uns com els altres eren ben coneguts per ser molt hàbils en l'ús de la fona. Tant Tucídides com Xenofont deixaren constància de l'habilitat dels foners de Rodes, mentre que l'habilitat dels foners balears era proverbial a l'antiguitat.

### Els companys d'Ulisses

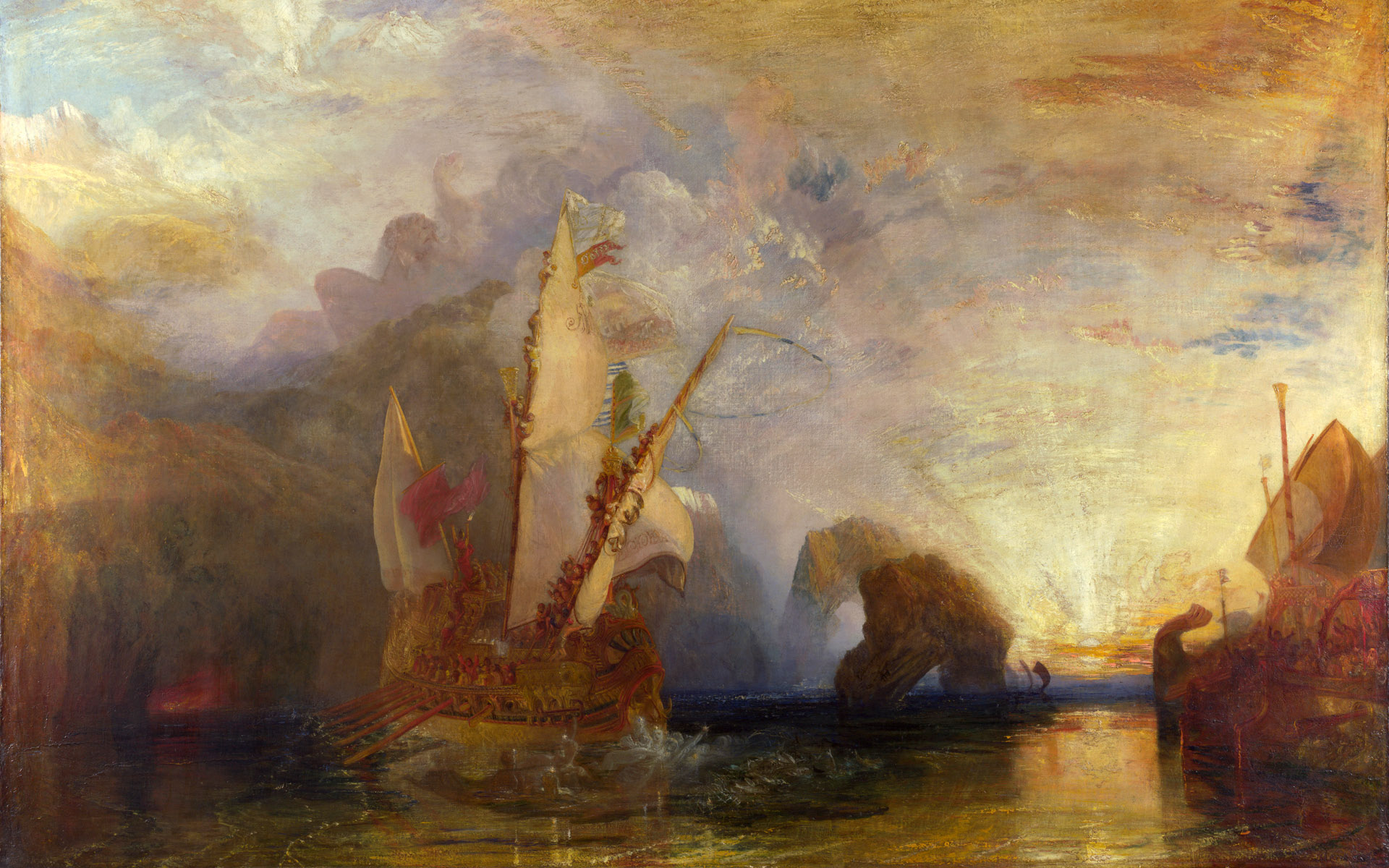
Ulisses burlant Polifem, de J.M.W. Turner

La troballa d'un papir a Oxirrinc del segle iii dC revelà un text en vers que recollia la tradició que els habitants de les Gimnèsies rebien aquest nom (que deriva, en darrera instància, del grec γυμνός, gymnós 'despullat') perquè descendeixen de la unió entre les dones del país i uns companys d'Ulisses, que naufragaren i arribaren, despullats, a les costes d'aquestes illes. Es desconeix a quin text pot pertànyer aquest passatge i tampoc no se'n pot aproximar una datació. És possible que aquesta tradició es relacioni amb una de les anteriors, però també s'ha suggerit que podria haver existit una tradició local important de relacionar l'expedició d'Ulisses amb les Balears, atesa la troballa a Biniparratx Petit (Menorca) d'una figureta de bronze que representa Ulisses pensatiu. Cal tenir en compte que pels mateixos grecs hi havia diversos episodis de l'Odissea que ocorrien a l'extrem occidental de la Mediterrània, i fins i tot hi ha propostes d'identificar escenaris de l'Odissea amb les Balears.

## El desè treball d'Hèrcules

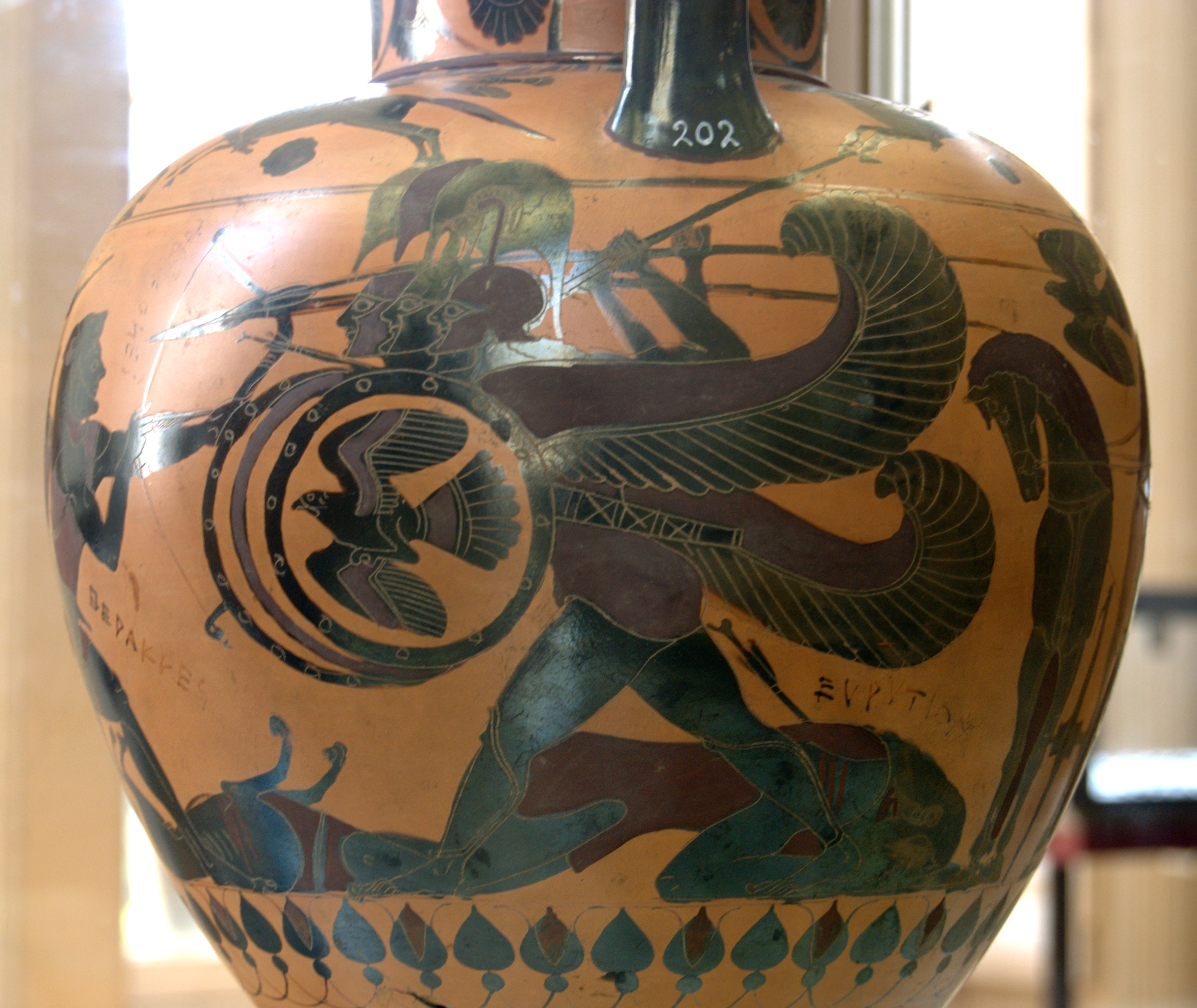
Geríon lluitant contra Hèrcules en una àmfora del sud d'Itàlia

Un altre grup de mites relaciona l'origen de les Balears amb el desè treball d'Hèrcules: capturar el ramat de Geríon, el monstre de tres cossos. Com que la llegenda situa l'escenari d'aquest mite a Hespèria, aquest episodi esdevengué una gran font per la creació de mites que vinculassin el món grec amb la Gàl·lia, el nord d'Àfrica i, sobretot, Hispània i les Columnes d'Hèrcules (per exemple, la llegenda de la fundació de Barcelona o el mite de Pirene). La versió que hi relaciona les Balears introdueix un heroi epònim, Bali, que seria un company d'Hèrcules.
Els orígens d'aquest mite se situen altra vegada al segle iii aC. Diodor de Sicília, un historiador del segle i aC, dedica tot un passatge de la seva obra a parlar dels costums dels Balears, i segons Felix Jacoby la font d'aquesta informació és l'historiador Timeu. El passatge en qüestió conta que els baleàrics rebutgen l'or i la plata perquè Geríon, que en posseïa gran quantitat, havia patit l'expedició d'Hèrcules, atret per la gran riquesa de Geríon. No resta clar si els baleàrics havien patit l'expedició d'Hèrcules (és a dir, que Geríon posseïa les Balears) o si simplement aprengueren la lliçó d'un veí seu, però en qualsevol cas és la primera referència que relaciona l'expedició d'Hèrcules contra Geríon amb les Balears.
La primera referència explícita és de Titus Livi, una generació posterior a Diodor. El llibre XL de la seva obra versava sobre la conquesta de les Balears, però s'ha perdut, i només se'n conserva un breu epítome. Aquest resum indica que les Balears reben aquest nom per mor de Bali, un company d'Hèrcules que l'acompanyà en la seva expedició contra Geríon i que fou abandonat a les Balears. Contemporani de Livi era Pompeu Trogus, l'obra del qual s'ha perdut però es conserva en l'epítome de Justí, que conté un passatge que recull la narració sobre Hèrcules i Geríon. Justí fa una interpretació evemerista per la qual Geríon no hauria estat un gegant de tres cossos, ans tres germans que vivien cada un a una de les tres illes. Finalment, el gramàtic Servi, en el seu Comentari a l'Eneida, explica una variant del mite, compatible amb les dues anteriors, segons la qual Geríon era rei d'Hispània i governava «les tres illes adjacents a Hispània», motiu pel qual era representat amb tres cossos.
Segons l'historiador Luigi Pedroni, podrien haver estat els Metels els qui haurien alimentat aquest mite, com a part de la propaganda per ennoblir la conquesta de les Balears, liderada per Metel el Baleàric en el seu consolat el 123 aC.
Boccaccio fa una referència a Geríon com a rei de les Balears en la seva Genealogia deorum gentilium, i Verdaguer inclou un breu episodi dedicat a Bali en el cant X de la seva Atlàntida.

## Tradició judeocristiana

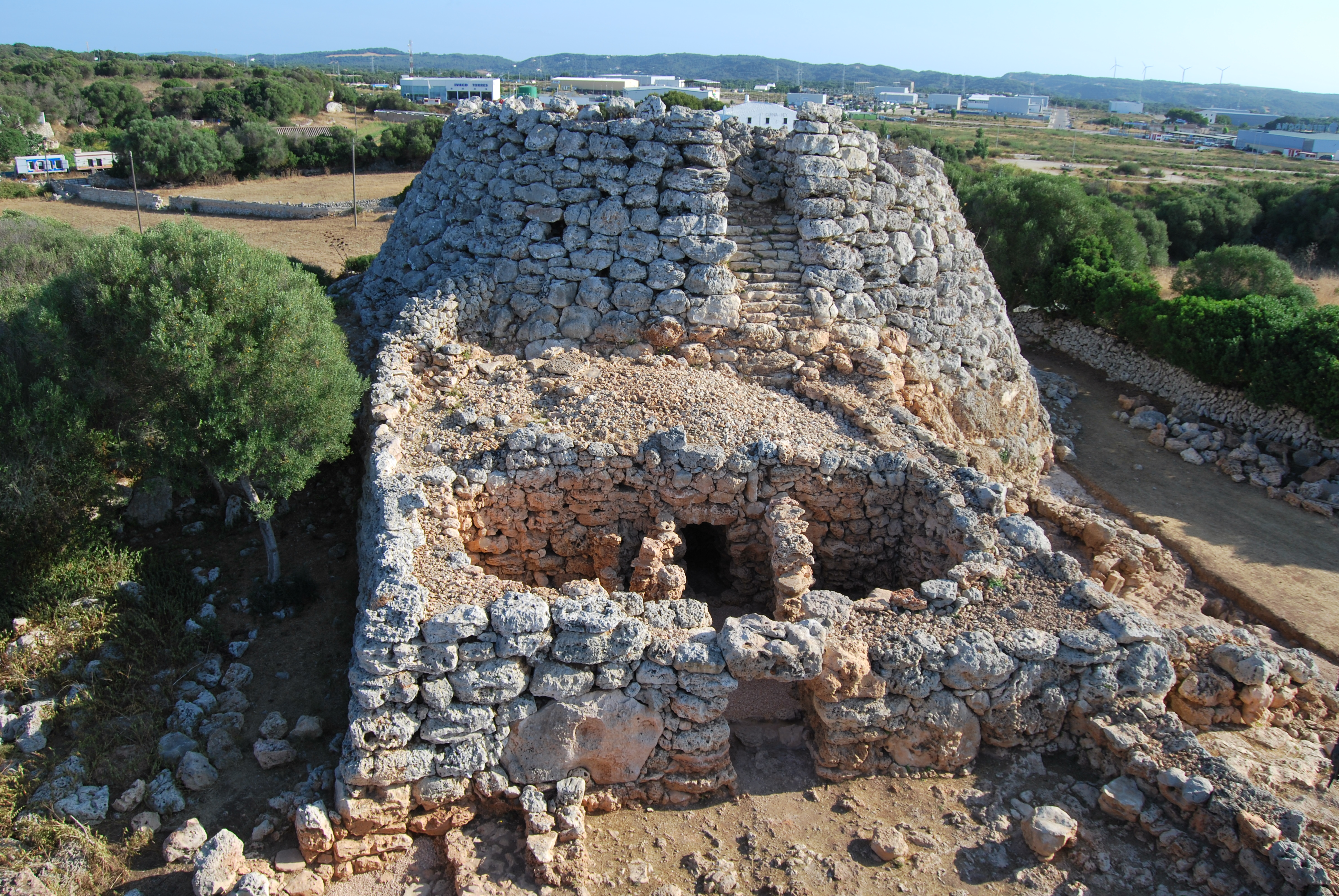
Un claper de gegants (Cornia Nou)

El Liber Generationis Mundi (una interpolació dins la Cronografia del 354 basada en la Crònica d'Hipòlit de Roma) recull una tradició per la qual els habitants de les Balears descendeixen dels cananeus que fugien de la vista de Josuè.
Posteriorment, durant el Renaixement, aparegueren noves versions que relacionaren les Balears amb la mitologia judeocristiana. Joan Baptista Binimelis difongué una versió per la qual Túbal, net de Noè, després del Diluvi, de camí a Espanya, fou el primer a arribar a les Illes, i les poblà de gegants, en referència a la creença popular que els jaciments i clapers megalítics de les Illes són antigues residències de gegants.